# Ophichthus rugifer
Ophichthus rugifer är en fiskart som beskrevs av Jordan och Bollman, 1890. Ophichthus rugifer ingår i släktet Ophichthus och familjen Ophichthidae. IUCN kategoriserar arten globalt som livskraftig. Inga underarter finns listade i Catalogue of Life.